# Mercy Oduyoye
Mercy Oduyoye (ur. 1934) – ghańska teolożka metodystyczna i feministka. Obecnie sprawuje funkcję dyrektorki Instytutu Afrykańskich Kobiet oraz Religii i Kultury w Seminarium Teologicznym Świętej Trójcy w Ghanie.

## Życiorys
Oduyoye uzyskała dyplom magisterski w 1969 na Uniwersytecie w Cambridge. W latach 1967–1979 była sekretarką ds. edukacji młodzieży w Światowej Radzie Kościołów, następnie pełniła funkcję zastępczyni osoby przewodniczącej tej instytucji. Wykładała na Uniwersytecie Harvarda, w Union Theological Seminary oraz na Uniwersytecie w Ibadanie. Była również przewodniczącą Światowej Federacji Studentów Chrześcijańskich.
Napisała cztery książki i ponad osiemdziesiąt artykułów z zakresu teologii chrześcijańskiej z perspektywy feministycznej i afrykańskiej. Koncentruje się na kwestii wpływu, jaki afrykańska religia i kultura wywierają na doświadczenia Afrykanek. W szczególności Oduyoye odnosi się do problemu dyskryminacji ekonomicznej afrykańskich kobiet.
Oduyoye została nagrodzona honorowym stopniem naukowym przez Uniwersytet Przylądka Zachodniego (2002) oraz Uniwersytet Yale (2008).

## Wybrane publikacje
- Hearing and Knowing: Theological Reflections on Christianity in Africa (1986)
- Daughters of Anowa: African Women and Patriarchy (1995)
- Introducing African Women's Theology (2001)
- Beads and Strands: Reflections of an African Woman on Christianity in Africa (2004)